# 曾英齊
曾英齊（1984年1月16日—2011年3月5日），臺灣高雄市人，第二屆總統教育獎得主，杜興氏肌肉營養不良症患者。

## 生平
曾英齊在國小一年級時，一次升旗典禮上無法站立，經醫生診斷證實罹患了肌肉萎縮症。在他7歲起，父親曾金世便每天替他作腳底按摩復健。至國小四年級，曾英齊失去行走能力開始坐輪椅。1995年6月30日，泰觀旅行社提供曾英齊、陳俊翰、張恆鈞等身障兒童免費去新加坡遊玩四天三夜。
曾英齊推甄上三民家商後，時任校長黃秀霞為了讓全班同學以健康的心態看待，邀請了曾金世到班上解說肌肉萎縮症。在同學眼中，曾英齊多話、愛搞笑。2002年6月20日，高雄市三民家商舉行畢業典禮，曾英齊獲頒校長獎。7月9日，公共網路文教基金會公布曾英齊得第二屆總統教育獎。該年，他父親從光陽工業會計部門離職，為生計而去高雄的腳底按摩連鎖店擔任師傅。
之後，曾英齊就讀高雄應用科技大學文化事業發展系，認為自己應該學習獨立，因此婉拒雙親接送，自己操控電動輪椅上下學。在上課時，同班同學何鎮群與王佳彥抱他出入教室、甚至處理失禁時的穢物。曾英齊的事蹟引起高雄大學學生蔡明政的注意，拍攝成紀錄片《愛，隨行》，於2005年11月11日在高雄縣婦幼青少年館演藝廳首映。2006年6月17日，曾英齊以第一名畢業於高雄應用科技大學。
早於大四時，曾英齊就開始寫自己的自傳書《我的肌萎酒: 肌萎英雄曾英齊的生命故事》。在該書中，他把雙親曾金世、謝麗玲比喻為調酒師，以「愛為生命調酒」。因肌肉肌萎，曾英齊寫書時難以敲擊鍵盤，只能用滑鼠在螢幕小鍵盤上點選來打字。2008年3月13日，曾英齊在母校三民家商接受周大觀文教基金會全球熱愛生命獎章，並舉行自傳發表會。
2009年9月25日，體重僅剩21公斤的曾英齊在高雄醫學大學舉行生前告別式，並宣布往生後將遺體體捐給高雄醫學大學附設醫院。後，曾英齊以自傳收入作為幫助重症病童的獎學金，於2010年3月25日親自出席頒發首屆的獎學金給林于翔、張仕菁兩位得主。
曾英齊在自己房間裡掛滿蔡依林的海報，並以暱稱「齊小俠」參加粉絲團。2010年，曾金世就透過友人牽線邀請蔡依林到家裡，讓曾英齊見到偶像。
醫師鍾育志認為，曾英齊壽命能超過一般裘馨氏肌肉萎縮症患者的20歲，是因爲父親按摩並能保持樂觀。2011年3月5日下午6點許，27歲的曾英齊因肺衰竭病逝家中。

## 身後
2011年7月1日，曾英齊遺體捐贈給高雄醫學大學。曾金世將思念寫為《按動生命─不落跑老爸曾金世》一書作義賣，於2012年3月20日在三民家商舉行新書發表會。
2015年11月8日，蔡依林Play世界巡迴演唱會台北場，蔡依林表演歌曲《不一樣又怎樣》時說起曾英齊的故事，婉惜這歌迷2011年就去世。次日，蔡依林在車上收到曾金世的感謝文字。

## 出版書籍
- 曾英齊. . 周大觀基金會. 2008. ISBN 9789579795258.